# Литий-железо-фосфатный аккумулятор

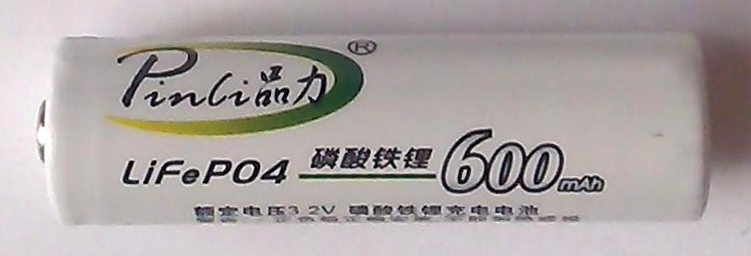
LiFePO_{4} аккумулятор типоразмера 14500

Литий-железо-фосфатный аккумулятор (LiFePO4, LFP, «лифер») — разновидность литий-ионного аккумулятора (заряд переносят ионы лития), в котором катод изготовлен из феррофосфата лития (соль ортофосфорной кислоты, LiFePO4), a анод — из графита на подложке из медной фольги. Из-за более низкой стоимости, безопасности, низкой токсичности и длительного срока службы батареи LFP широко применяют в транспортных средствах, стационарных аккумуляторах и для резервного питания. Батареи LFP не содержат дорогого кобальта.
По состоянию на сентябрь 2022 года, доля рынка аккумуляторов типа LFP для электромобилей достигла 31 %, и из них 68 % были производства либо Tesla, либо китайского производителя электромобилей BYD. Китайские производители, в настоящее время, имеют почти монополию на производство батарей типа LFP, однако, срок действия патентов истёк в 2022 году и ожидается повышение спроса и производства батарей такого типа.

## История
Впервые LiFePO4 был предложен в 1996 году профессором Джоном Гуденафом из Техасского университета, как катод для литий-ионного аккумулятора.
Этот материал, в сравнении с традиционным LiCoO2, стоит значительно меньше, менее токсичен и более термоустойчив.
Главным недостатком являлось то, что он обладал меньшей ёмкостью.
До 2003 года эта технология практически не развивалась, пока за неё не взялась компания A123 Systems.
История A123 Systems начиналась в лаборатории профессора Цзяна Йе-Мина из Массачусетского технологического института (MIT) в конце 2000 года.
На тот момент Цзян работал над созданием аккумулятора, основанного на самовоспроизведении структуры коллоидного раствора при определённых условиях.
Однако на этом фронте работ возникли серьёзные трудности, и когда в 2003 году исследования зашли в тупик, команда Цзян занялась исследованием литий-железо-фосфатных аккумуляторов.
Инвесторами в созданную компанию стали такие мировые корпорации, как Motorola, Qualcomm и Sequoia Capital.

## Устройство
LFP аккумулятор состоит из электродов (анода и катода), разделённых пористым сепаратором, пропитанным электролитом. Пакет электродов размещен в герметичном корпусе, катоды и аноды соединены с клеммами.
- Катод — алюминиевая фольга с нанесенным тонким слоем литий-железо-фосфата.
- Анод — медная фольга с нанесенным тонким слоем графита.
- Сепаратор — пластина из полипропилена или полиэтилена.[4]
- Электролит — тетрафторборат лития (LiBF4), гексафторфосфат лития (LiPF6), или дифторидсульфонимид лития (LiFSI), растворенный в органическом растворителе (пропиленкарбонат (ПК), этиленкарбонат (ЭК), диэтилкарбонат (ДЭК), диметилкарбонат (ДМК), метилэтилкарбонат (ЭМК)).[5]
- Корпус — может быть цилиндрической или призматической формы, также бывают корпуса в виде мягкого пластикового конверта. Последние постепенно снимаются с производства ввиду их низкой прочности. Призматические корпуса имеют предохранительный клапан для сброса давления при аварийных ситуациях. Призматический корпус может быть пластиковым или алюминиевым.

## Химические реакции
- Зарядка: LiFeIIPO4 → FeIIIPO4 + Li+ + e−
- Разрядка: FeIIIPO4 + Li+ + e− → LiFeIIPO4

## Характеристики
- Удельная плотность энергии: 90 —160 Вт•ч/кг (320—580 кДж/кг)
- Объёмная плотность энергии: 220—350 Вт•ч/дм3 (790 кДж/дм3)
- Объёмная плотность конструкции: 2 кг/дм3
- Число циклов заряд-разряд до потери 20 % ёмкости: 2000—7000[6] (ресурс сильно зависит от тока заряда и разряда, так при токе 0,25C ресурс при 100 % глубине разряда превышает 6000 циклов, при токе 1С падает до 3000. Также ресурс зависит от глубины разряда: если при токе 1C и 100 % глубине разряда ресурс составляет 3000 циклов, то при 80 % — 4500, а при 60 % уже 10000 циклов[7]).
- Срок хранения: до 15 лет[6]
- Саморазряд при комнатной температуре: 3—5 % в месяц
- Напряжение[источник не указан 365 дней]:
  - максимальное: 3,65 В (полностью заряжен)
  - номинальное: 3,20 ~ 3,25 В
  - минимальное при T>0 °C: 2,5 В (полностью разряжен)
  - минимальное при T≤0 °C: 2,0 В (полностью разряжен)
- Удельная мощность: >6,6 Вт/г (при разряде током 60С)
- Диапазон рабочих температур при разряде: от −20 °C до +55 °C; при заряде: от 0 °C до 40 °C.

## Преимущества и недостатки
Основной недостаток — невозможность заряда при отрицательных температурах, основное достоинство — меньшая пожароопасность.
LiFePO4 аккумуляторы происходят от литий-ионных, однако имеют ряд существенных отличий:
- LiFePO4 обеспечивает более длительный срок службы, чем другие литий-ионные подходы;[8]
- В отличие от других литий-ионных, LiFePO4 аккумуляторы, как и никелевые, имеют очень стабильное напряжение разряда. Напряжение на выходе остаётся близко к 3,2 В во время разряда, пока заряд аккумулятора не будет исчерпан полностью. И это может значительно упростить или даже устранить необходимость регулирования напряжения в цепях, но усложнить контроль оставшегося заряда аккумулятора.
- В связи с постоянным напряжением 3.2 В на выходе, четыре аккумулятора могут быть соединены последовательно для получения номинального напряжения на выходе в 12.8 В, что приближается к номинальному напряжению свинцово-кислотных аккумуляторов с шестью ячейками. Это, наряду с хорошими характеристиками безопасности LFP-аккумуляторов, делает их хорошей потенциальной заменой для свинцово-кислотных аккумуляторных батарей во многих отраслях, таких как автомобилестроение и солнечная энергетика. По этой же причине, возможно использование 3,2 В LiFePO4 аккумуляторов стандартного типоразмера 14500/10440 взамен пары гальванических элементов или аккумуляторов типоразмеров АА/ААА 1,5 В, для чего используется 1 LiFePO4 аккумулятор, а вместо второго элемента применяется аналогичных размеров вставка-проводник.
- Использование фосфатов позволяет избежать затрат кобальта и экологических проблем, в частности, при попадании кобальта в окружающую среду при неправильной утилизации.
- LiFePO4 имеет более высокий пиковый ток (а, учитывая стабильность напряжения — пиковую мощность), чем у LiCoO2.
- Удельная плотность энергии (энергия / объём) нового аккумулятора LFP примерно на 14 % ниже, чем у новых литий-ионных аккумуляторов.
- LiFePO4 аккумуляторы имеют более низкую скорость разряда, чем свинцово-кислотные или литий-ионные. Так как скорость разряда определяется в процентах от ёмкости аккумулятора, то более высокая скорость разряда может быть достигнута в более ёмких аккумуляторах (больше ампер-часов). Однако могут быть использованы LiFePO4 элементы с высоким током разряда (имеющие более высокую скорость разряда, чем свинцово-кислотные батареи, или LiCoO2 той же мощности).
- Из-за более медленного снижения плотности энергии, спустя некоторое время эксплуатации, LiFePO4 элементы уже имеют большую плотность энергии, чем LiCoO2 и литий-ионные.
- LiFePO4 элементы медленнее теряют ёмкость, чем литий-ионные (LiCoO2 [литий-кобальт оксидные], LiMn2O4 [литий-марганцевая шпинель])
- Одним из важных преимуществ по сравнению с другими видами литий-ионных аккумуляторов, является термическая и химическая стабильность, что существенно повышает безопасность батареи.
- Подвержены эффекту Пойкерта (неспособность отдать полную ёмкость при больших токах разряда), как и другие химические источники тока. Однако влияние эффекта Пойкерта на LiFePO4 аккумуляторы является минимальным, за счёт чего, ёмкость при разряде в определённый промежуток времени (при маркировке обозначаемая: C1, C5, C10, C20 и т. д.) меняется незначительно.
- Морозоустойчивость. Например, для аккумулятора ANR26650M1-B[9] производителя A123 Systems заявлен температурный диапазон −30 °C … 55 °C для работы и −40 °C … 60 °C для хранения.
- Значительно понижается зарядный ток при отрицательной температуре элемента LiFePO4.

Этот тип аккумулятора активно применяется как буферный накопитель энергии в системах автономного электроснабжения с использованием ветрогенераторов и солнечных батарей, а также в складской технике (транспортировщики палет, ричтраки, подборщики заказов, комплектовщики, штабелёры, вилочные электропогрузчики, буксировочные тягачи), поломоечных машинах, водном транспорте, гольфкарах, электровелосипедах, электроскутерах, электромобилях и электробусах.